# Masafi
Masafi (àrab: مسافي, Masāfī) és una ciutat de Fujairah als Emirats Àrabs Units, al peu de les muntanyes Hadjar que destaca com a nus de comunicacions, ja que és el lloc on la carretera que ve de les ciutats de la costa es desvia al sud-est cap a Fujairah i al nord-est cap a Diba. Té nombroses fonts que permeten els cultius.
Els divendres s'hi celebra un mercat de productes vegetals i fruites, plantes, catifes, caramels, moresc, joguines i ceràmiques i encara que les fruites són importades molts vegetals i altres productes són de producció local i la ceràmica està basada en els models locals.
El districte fou disputat entre Ras al-Khaimah i Fujairah i finalment dos terços van quedar pel darrer emirat. Darrerament es va produir un incident quan es va construir un edifici que va rebassar els límits territorials cap a l'altra emirat i el govern federal va haver de fer-se càrrec de la construcció.